# Бежґлово
Бежґлово (пол. Bierzgłowo) — село в Польщі, у гміні Луб'янка Торунського повіту Куявсько-Поморського воєводства.
Населення — 264 особи (2011).
У 1975-1998 роках село належало до Торунського воєводства.

## Демографія
Демографічна структура станом на 31 березня 2011 року:
|          | Загалом | Допрацездатний вік | Працездатний вік | Постпрацездатний вік |
| -------- | ------- | ------------------ | ---------------- | -------------------- |
| Чоловіки | 134     | 21                 | 99               | 14                   |
| Жінки    | 130     | 24                 | 77               | 29                   |
| Разом    | 264     | 45                 | 176              | 43                   |